# I Turn to You (canção de Melanie C)
"I Turn to You" é o quarto single da cantora Melanie C.

## Faixas
UK Single - CD1
1. "I Turn To You" (Hex Hector Radio Mix)
2. "I Turn To You" (Stonebridge R&B Radio Mix)
3. "Never Be The Same Again" (Live)
4. "I Turn To You" (Vídeo)

UK Single - CD2
1. "I Turn To You" (Damian Legassick Radio Mix)
2. "I Turn To You" (Stonebridge Club Mix)
3. "Be The One" (Live)

European 2-track CD
1. "I Turn To You" (Hex Hector Radio Mix)
2. "I Turn To You" (Stonebridge Club Mix)

Australian CD
1. "I Turn To You" (Hex Hector Radio Mix)
2. "I Turn To You" (Stonebridge Club Mix)
3. "Never Be The Same Again" (Live at MTV)
4. "I Turn To You" (Hex Hector Club Mix)
5. "I Turn To You" (Tilt's Maverick Remix)
6. "I Turn To You" (Video)

US CD
1. "I Turn To You" (Hex Hector Radio Mix)
2. "I Turn To You" (Stonebridge R&B Radio Mix)
3. "I Turn To You" (Hex Hector Club Mix)
4. "I Turn To You" (Stonebridge Club Mix)

UK 12" Vinyl 1
1. "I Turn To You" (Tilt's Maverick Mix)
2. "I Turn To You" (Tilt's Maverick Dub)

UK 12" Vinyl 2
1. "I Turn To You" (Stonebridge Club Mix)
2. "I Turn To You" (Hex Hector Club Mix)
3. "I Turn To You" (Stonebridge F.F.F. Dub)
4. "I Turn To You" (Hex Hector Ground Control Dub)

UK 12" Vinyl
1. "I Turn To You" (Hex Hector Club Mix)
2. "I Turn To You" (Hex Hector Radio Mix)
3. "I Turn To You" (Stonebridge Club Mix)

UK Cassette
1. "I Turn To You" (Hex Hector Radio Mix)
2. "Never Be The Same Again" (Live at MTV)
3. "Be The One" (Live at MTV)

## Desempenho nas paradas musicais
| Parada musical (2000)     | Posição |
| ------------------------- | ------- |
| UK Singles Chart          | 1       |
| US Hot Dance Club Play    | 1       |
| Canadian Singles Chart    | 3       |
| Portuguese Singles Chart  | 8       |
| Italian Singles Chart     | 1       |
| German Singles Chart      | 2       |
| Austrian Singles Chart    | 1       |
| Australian Singles Chart  | 1       |
| Irish Singles Chart       | 6       |
| Swedish Singles Chart     | 1       |
| Finland Singles Chart     | 4       |
| Swiss Singles Chart       | 3       |
| New Zealand Singles Chart | 1       |
| Netherlands Singles Chart | 2       |
| Belgium Singles Chart     | 8       |
| US Hot Dance Music        | 6       |
| United World Chart        | 4       |